# Consecration
Consecration es una película de suspenso y terror sobrenatural de 2023 dirigida por Christopher Smith a partir de un guion que coescribió con Laurie Cook y protagonizada por Jena Malone, Danny Huston y Janet Suzman. Rodada en Escocia en la Isla de Skye, la película se estrenó en el Reino Unido y Estados Unidos el 10 de febrero de 2023.

## Sinopsis
Una mujer inglesa llega a un convento en la Isla de Skye buscando descubrir la verdad sobre la muerte de su hermano Priest, pero descubre que él también era sospechoso en una investigación de asesinato.

## Reparto
- Jena Malone como Grace
  - Daisy Allen como la joven Grace
- Danny Huston como el padre Romero
- Thoren Ferguson como el oficial Harris del DCI
- Will Keen como John
- Eilidh Fisher como la hermana Meg
- Alexandra Lewis como la hermana Beth
- Jolade Obasola como la hermana Matilda
- Ian Pirie como Vincent
- Steffan Cennydd como Michael
  - Kit Rakusen como el joven Michael
- Janet Suzman como madre superiora

## Producción
El proyecto se informó por primera vez en Variety en julio de 2021 con un calendario de rodaje fijado para ese mismo verano y el objetivo de presentar la película a los vendedores en el Festival Internacional de Cine de Cannes de 2021. En octubre de 2021, Jena Malone, Danny Huston y Janet Suzman fueron elegidos.
La película fue producida por AGC Studios, producida por Xavier Marchand de Moonriver Content, Jason Newmark de Newscope Films y Laurie Cook de Bigscope Films, quien también fue coguionista. Fue financiado por AGC con financiación adicional de Sherborne Capital. Smith le dijo a Entertainment Weekly que se inspiró para hacer la película debido a su fascinación inherente por todas las denominaciones religiosas, una aparente esencia extraña y dijo: "Nunca me asusto más que si entro en una iglesia o un templo. Quería hacer una "Película sobre religión, pero hacerla en serio".
La fotografía principal tuvo lugar en octubre de 2021 en Londres y Escocia.

## Estreno
IFC Films distribuyó la película en cines en los Estados Unidos y Shudder tuvo la primera ventana de transmisión. Consagration se estrenó el 10 de febrero de 2023 en Reino Unido y Estados Unidos; 3 de marzo de 2023 en VOD; y el 19 de mayo de 2023 en Shudder. La película se proyectó en el Festival de Cine de Glasgow el 11 de marzo de 2023.